# Болховец
Болховец (Болховой) — город-крепость Белгородской черты, основанный в 1646 году при впадении реки Болхового Колодезя в реку Везелку.
Наряду с городом Белгородом и другими городами-крепостями Белгородской черты Болховец стал стратегическим военно-оборонительным сооружением и отправной точкой освоения территории «Поля» Московским государством в XVII веке.
Основная стратегическая задача города-крепости Болховца — перекрыть земляным валом, шедшим от Болховца к Карпову, главный путь для татарских вторжений в Россию — Муравский шлях. Вторая не менее важная задача — обезопасить от татарских набегов ключевой город засечной черты — Белгород.
В списке городов-крепостей Белгородской черты XVII века Болховец именовался «городом по черте направо от Белгорода».
С именем города-крепости Болховца на протяжении XVII—XVIIΙ веков непосредственно связаны названия других военных укреплений и административных единиц: Болховецкий участок Белгородской черты, Болховецкий уезд, Болховецкий стан.

## Основание города, крепостные укрепления, артиллерия, гарнизон

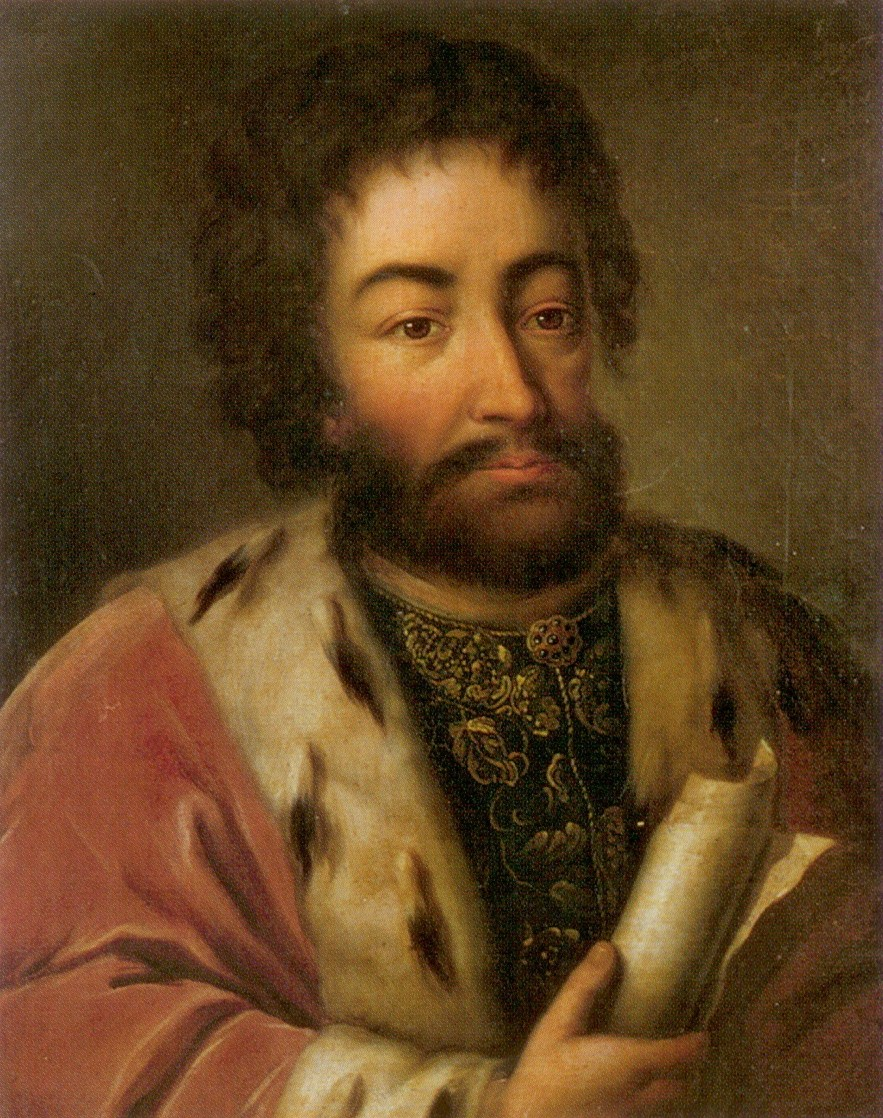
Одоевский Никита Иванович, князь, белгородский воевода, основатель города-крепости Болховца в 1646 году

Город-крепость Болховой был заложен 23 августа (2 сентября по новому стилю) 1646 года под руководством белгородского воеводы Никиты Ивановича Одоевского, который по сути и является основателем Болховца. В своем письме на имя царя Алексея Михайловича воевода князь Никита Иванович Одоевский писал: «И августа Государь в 23 день тот город заложили. Башни рубить почели дубовые и меж башен земляной вал делать учели…».
Болховецкую крепость строили две группы ратных людей: дубовые башни рубили московские стрельцы, а ров и вал земляного города возводили полковые драгуны. Периметр крепости равнялся 524 сажени (1,12 км). По всему периметру крепости был прокопан ров и насыпан вал, «осланенный» (обставленный) с наружной стороны дубовым острогом (тыном). Глубина вала вокруг города равнялась 2 саженям (4,26 м), а ширина 3 саженям (6,4 м). Крепость имела семь башен, три из которых были проезжими, а четыре — глухими. Внутри крепости, ближе к её центру, находились деревянная соборная церковь Покрова Пресвятой Богородицы, воеводский двор, приказная изба и казенный погреб. Вокруг центра, в разной направленности, располагались дворы стрельцов и пушкарей, дворы казаков для осадного времени. В 1652 году с северо-восточной стороны крепости к реке Болховецкому Колодезю был прокопан тайник для выхода за водой в осадное время.
Первым воеводой города Болхового 20 марта 1647 года был назначен Богдан Денисович Аладьин, который и руководил заселением города.
После того, как закончились работы по строительству крепости, по государеву указу в новый город Болховой стали прибывать служилые люди более чем из двадцати разных русских городов (Алексина, Белёва, Болхова, Ельца, Епифани, Карачева, Каширы, Крапивны, Кром, Курска, Ливен, Лихвина, Мещовска, Новосили, Перемышля, Серпухова, Тулы и Черни). В это время начинают устраиваться подгородные слободы: Драгунская', Казацкая, Пушкарная и Стрелецкая, названные по роду службы населявших их ратных людей.
Процесс заселения нового города служилыми людьми растянулся на два последующих года и завершился к февралю 1649 года. По сметным книгам 1678 года военный гарнизон Болховца состоял из 389 служилых людей разных чинов: подьячих — 2 человека, отставных детей боярских, «отставленных от полковой службы» — 13 человек, детей боярских городовой службы — 83 человека, стрельцов — 143 человека, казаков — 118 человек, пушкарей — 18 человек, воротников — 3 человека. В таможне и на кружечном дворе — 1 голова, 5 целовальников, 1 дьячок. В государевых житницах — 1 голова из детей боярских, 1 целовальник из казаков. У служилых людей разных чинов было 302 человека детей, братьев и свойственников.
Артиллерийский арсенал — «наряд» — в Болховом разместили в 1646 году, сразу после возведения крепости. В него входили 12 разнокалиберных медных и железных пищалей с набором ядер. Все эти пищали, находились «в станках» и на колесах. В состав наряда входило ещё 5 медных «тюфяков», установленных на «станках» с колесами. В боекомплекте к тюфякам имелось 25 пудов (400 кг.) железной дроби. Из тюфяков стреляли дробью — на случай, если неприятель мог близко подойти к крепостному валу.

## Происхождение названия города
Традиционно бытующая версия происхождения названия города-крепости Болховца связана с особенностями заселения нового города. Согласно традиционной точке зрения, строителями и первыми жителями города-крепости были служилые люди, присланные из-за Оки, из орловского города Болхова, который благодаря переселенцам и дал имя новому городу. Анализ архивных документов Российского государственного архива древних актов, касающихся управления и состояния города Болхового в 1647 году, показывает, что доля первых переселенцев («сведенцев») из города Болхова Орловского уезда в город Болховой среди «сведенцев» из других городов (Кром, Карачева, Новосиля, Крапивны и т. д.) была небольшой и составляла примерно 5 % в общей массе первых переселенцев в город Болховой. Данный факт, соответственно, опровергает традиционную точку зрения происхождения названия города, связанную с миграцией населения из города Болхова Орловского уезда.
Отдельные исследователи полагают, что ойконим Болховой (Болховец) образован от названия реки, на которой был возведен новый город, — Болховой (Болховецкий) Колодезь. По мнению лингвистов, традиция давать наименования населенным пунктам от названия рек является наиболее устойчивой и древней практикой происхождения ойконимов в топонимии Белгородской области. Так, в столбцах Белгородского стола 1644—1646 года (еще до постройки города-крепости) упоминается река Болховой Колодезь. Определение «Болховой» в гидрониме «Болховой Колодезь» может быть связано с более ранним дринонимом «Болховые бояраки». Этот дриноним, как собственное наименование леса, присутствует в «Книге Большому чертежу» как первом известном своде географических и этнографических сведений о России, составленном в 1627 году: «а против Карпова сторожевья на Муравской дороге лес, Болховые бояраки. А из лесу, из Болховых бояраков, из под Муравского шляху, по леву вытекла речка Вязеница… А ниже Белагорода, версты з 2, пала в Донец речка Везеница; а Везеница вытекла из под Муравского шляху, из лесу, из Болховых бояраков; а другая розсошь тое же речки Везеницы вытекла из лесу,… из Долгово бояраку, а лес Болховые бояраки и Долгой боярак на Муравской дороге, от Белаго города верст с 15». К этой точке зрения склоняются и другие исследователи, подтверждающие, что понятие «Болховые» характеризуют собою местность с существенным наличием болотных участков, поросших лесом, а также перемежающимися с отдельными лесками, произраставшими на высоких сухих участках береговой поймы.

## Болховецкий уезд

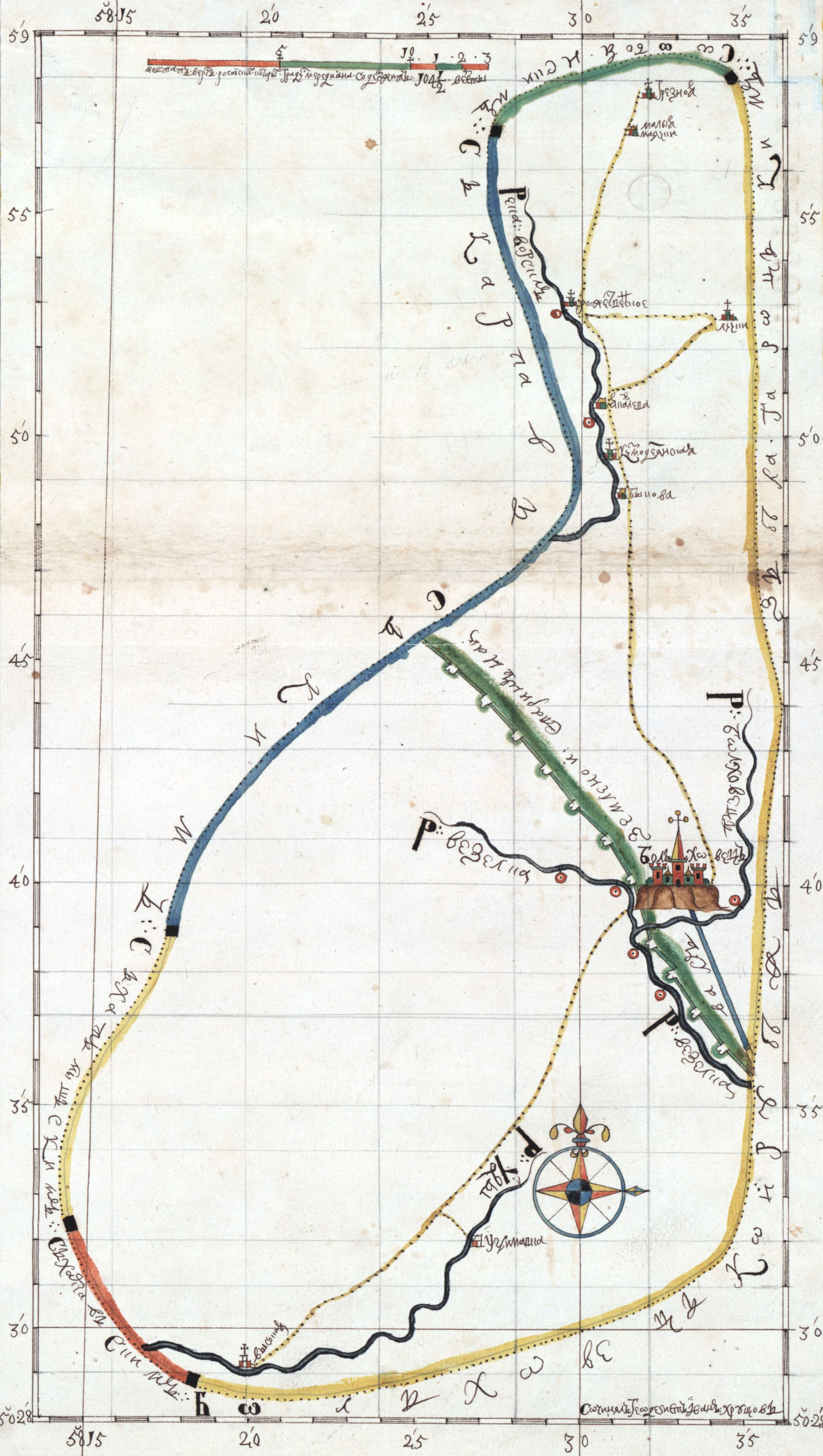
Ландкарта Болховецкого уезда. 1730 год. Библиотека РАН

После возведения города-крепости Болховца в 1647 году был образован одноимённый уезд, разделённый на два стана — Удский и Ворскольский. На территории Болховецкого уезда к середине 1680-х годов были образованы следующие населенные пункты: село Лучки, деревня Яковлева, село Рождественское (Маячки), деревня Крапивенская (Космодемьянская), деревня Курская (Покровская), деревня Быковка (Быково), село Грязное, город Золочев, село Уды, село Высокое.
По данным 1672 года, в Болховецком уезде проживало 392 служилых человека. В 1719 году мужское однодворческое население уезда превышало 1,5 тыс. чел..
Болховецкий уезд просуществовал до 40-х годов XVIIΙ века, став позже Болховецким станом Белгородского уезда.

## История города-крепости и уезда после XVII века
В 1732 году указом Правительствующего Сената город перешел в военном плане под управление воеводы города Белгорода.
Во второй половине XVIIΙ века изменился военно-стратегический и административный статус Болховца из города-крепости в село Белгородского уезда с четырьмя крупными однодворческими слободами и мелкими хуторами. Несмотря на это изменение, село Болховец на протяжении ХΙХ и первой половины XX веков являлось административным центром Болховецкой волости и продолжало сохранять свой особый социально-экономический уклад сельской общины и культурный потенциал однодворческого села.
Революция 1917 года и становление советской власти трансформировали традиционный уклад сельской жизни села Болховца. Исчезли вековые традиции ведения хозяйства, были разрушены многочисленные памятники крестьянской общины, угасла память о предках. 
Близость к областному центру способствовала оскудению культурной составляющей на территории села во второй половине XX века, исчезло само село Болховец как официальная административная единица.
В настоящее время на территории бывшего села Болховца существуют Стрелецкое и Пушкарское сельские поселения.

## Изучение исторического наследия города-крепости
Изучением наследия города-крепости Болховца и формированием на его территории историко-туристической зоны активно занимается Белгородская региональная общественная организация "Историческое общество «Ратник». Силами общества на месте разрушенных храмов села Болховца — Покровского и Николаевского — поставлены памятные знаки. По итогам исследовательской работы организации выпущена научная монография, ряд научно-популярных изданий, сборники научных трудов и материалов. На территории бывшего хутора Бриллиантова на границе бывших Болховецкого и Карповского уездов с 2017 года при поддержке правительства Белгородского области и фонда президентских грантов проводится ежегодный образовательный фестиваль исторической реконструкции «Белгородская черта».